# Степанова Василіса Андріївна
Василіса Андріївна Степанова (рос. Василиса Андреевна Степанова; нар. 26 січня 1993) — російська веслувальниця, срібна призерка Олімпійських ігор 2020 року.

## Виступи на Олімпіадах
| Олімпіада  | Дисципліна | Місце |
| ---------- | ---------- | ----- |
| Токіо 2020 | двійки     | 2     |

## Зовнішні посилання
- Василіса Степанова на сайті FISA.

1. 1 2 3 4  Vasilisa Stepanova
2. ↑  https://olympics.com/tokyo-2020/olympic-games/fr/resultats/aviron/profil-de-l-athlete-n1435265-stepanova-vasilisa.htm
3. ↑  https://olympics.com/tokyo-2020/olympic-games/en/results/rowing/athlete-profile-n1435265-stepanova-vasilisa.htm